# B3GAT1
Галактозилгалактозилксилозилпротеин-3-бета-глюкуронозилтрансфераза типа 1 (англ. Galactosylgalactosylxylosylprotein 3-beta-glucuronosyltransferase 1; B3GAT1; CD57) — фермент из семейства глюкуронозилтрансфераз, продукт гена человека B3GAT1. Активность фермента образует эпитопы CD57 на поверхности других клеток. В иммунологии антиген CD57 (HNK1, LEU7) — эпитоп, содержащий остатки углевода сульфоглюкуронила, связанные с несколькими белками адгезии нервной системы.

## Функции
Белок гена B3GAT1 входит в семейство глюкуронозилтрансфераз. Ферменты этого семейства обладают высокой специфичностью по отношению к акцептору, они распознают невосстановляемые конечные группы сахаров и их аномерные связи. Продукт гена B3GAT1 является ключевым ферментом в реакции переноса глюкуронила в ходе биосинтеза углеводного эпитопа HNK-1/CD57.

## В иммуногистохимии
В анатомической патологии эпитоп CD57, также как сходный с ним CD56, используется в дифференциальной диагностике нейроэндокринных опухолей от опухолей иного происхождения. Эпитоп CD57 находится на 10-20% лимфоцитов, а также на некоторых эпителиальных, нейрональных хромаффинных клетках. На лимфоцитах эпитоп преимущественно присутствует на T-лимфоцитах и естественных киллерах и как правило находится на клетках герминальных центров лимфатических узлов, миндалин и селезёнки.
Повышенный уровень CD57+ клеток обнаруживается в крови больных после трансплантации, особенно трансплантации костного мозга, и больных с HIV, а также при ревматоидном артрите и аутоиммунном синдроме Фелти и при некоторых других заболеваниях.

## Структура
Продукт гена B3GAT1 состоит из 334 аминокислот, молекулярная масса 38,3 кДа. Активный центр содержит Mn2+.